# Metodo calce-soda
Il metodo calce-soda è un metodo di demineralizzazione dell'acqua. È così chiamato perché utilizza la calce e la soda.
Tale metodo consiste nell'abbattere la durezza dell'acqua, dovuta principalmente agli ioni di calcio e magnesio ed ai sali di acido carbonico e solforico, tramite l'eliminazione per precipitazione degli stessi quando sono in composti poco solubili.
Fondamentalmente, i bicarbonati formano la cosiddetta durezza temporanea (durezza che potrebbe essere eliminata tramite ebollizione), mentre i solfati la durezza permanente. L'eliminazione della durezza temporanea non è realizzata tramite ebollizione a causa degli elevati costi che tale processo produrrebbe, sicuramente molto maggiori di quelli necessari a realizzare il metodo calce-soda. Per questo motivo a livello industriale è sempre preferito quest'ultimo metodo. Tuttavia il processo è realizzato solitamente ad una temperatura di 60-70 °C in modo da facilitare l'allontanamento dei bicarbonati.

## Abbattimento della durezza temporanea
Per l'abbattimento della durezza temporanea (bicarbonati) viene utilizzata calce viva (CaO) o spenta (Ca (OH)2). È importante premettere che anche l'utilizzo di calce viva porta poi alla formazione comunque di calce spenta. Tale composto, infatti, reagisce con l'acqua secondo la seguente reazione:
CaO + H2O → Ca (OH)2
La calce spenta, a contatto con il bicarbonato di calcio, genera la seguente reazione:
Ca (OH)2 + Ca (HCO3)2 → 2CaCO3 + 2 H2O 
Tale reazione avviene perché sia la calce che il bicarbonato di calcio sono solubili in acqua, e in soluzione si presentano in forma ionica (Ca (OH)2→Ca2+ + 2OH-; Ca (HCO3)2→ Ca2+ + 2HCO3-). In queste condizioni lo ione OH- reagisce con lo ione HCO3- per formare H2O e CO32-; quest'ultimo, poi, reagendo con il calcio formerà il carbonato di calcio, insolubile, che precipiterà.
Il carbonato di calcio CaCO3, essendo poco solubile in acqua, precipita annullando la durezza derivante dal bicarbonato di calcio (Ca (HCO3)2).
A contatto con il bicarbonato di magnesio, invece, la calce spenta genera la reazione:
Ca (OH)2 + Mg (HCO3)2 → Ca (HCO3)2 + Mg (OH)2
L'idrossido di magnesio (Mg (OH)2) precipita essendo poco solubile, mentre il bicarbonato di calcio viene eliminato facendolo reagire con dell'altra calce, generando la reazione precedente. Anche queste reazioni sono innescate dal fatto che in soluzione i reagenti si trovano in forma ionica.
Per realizzare il completo annullamento della durezza si dovrà procedere ad un preventivo calcolo delle quantità di calce da versare nella soluzione. Questo calcolo tiene conto del fatto che per eliminare una mole di bicarbonato di calcio è necessaria una mole di calce, mentre per eliminare una mole di bicarbonato di magnesio sono necessarie due moli di calce.

## Abbattimento della durezza permanente
Per l'abbattimento della durezza permanente (solfati, cloruri e nitrati) si utilizza la soda (Na2CO3). Essa, a contatto con il solfato di calcio (CaSO4), provoca la reazione:
CaSO4 + Na2CO3 → CaCO3 + Na2SO4
Il carbonato di calcio precipita essendo poco solubile, mentre il solfato di sodio resta in soluzione, non potendo essere eliminata in questo processo.
A contatto con il solfato di magnesio, invece, la soda determina la reazione:
MgSO4 + Na2CO3 → MgCO3 + Na2SO4
Il solfato di sodio resta comunque in soluzione, mentre il carbonato di magnesio può essere eliminato con la calce secondo la reazione descritta precedentemente, a proposito della durezza temporanea.
Per il calcolo delle quantità di composto da versare nell'acqua bisogna tener conto che per eliminare una mole di solfato di calcio è necessaria una mole di soda, mentre per una mole di solfato di magnesio sono necessarie una mole di soda ed una di calce.
In questo calcolo è necessario tenere conto anche del fatto che la presenza di anidride carbonica disciolta nell'acqua provoca la reazione:
CO2 + Ca (OH)2 → CaCO3 + H2O
Il problema di tale reazione non sono tanto i suoi prodotti, dal momento che il carbonato di calcio è molto insolubile e quindi precipita, ma è il fatto che parte della calce venga consumata e tolta alla reazione con i bicarbonati di calcio e magnesio. Per questo motivo solitamente si aggiunge una quantità in eccesso di calce.
Al fine di eliminare l'eccesso dell'eccesso di calce, si aggiunge una certa quantità di soda oltre alla dose stechiometricamente calcolata. Tale eccesso di soda va a reagire con la calce in eccesso consumandola:
Ca (OH)2 +  Na2CO3 → CaCO3 + 2NaOH
La presenza di idrossido di sodio al termine del processo ha un duplice effetto: da una parte dà all'acqua un pH basico, caratteristica che in caso di utilizzo a contatto con tubazioni metalliche le protegge, dall'altra se utilizzata in caldaie può provocare il fenomeno di fragilità caustica.
È bene ricordare che il metodo calce-soda non elimina completamente la durezza dell'acqua ma ne permette l'abbattimento fino a valori minori di 5 °F (gradi francesi)